# Trombinoscope
Pour les articles homonymes, voir Le Trombinoscope (homonymie).

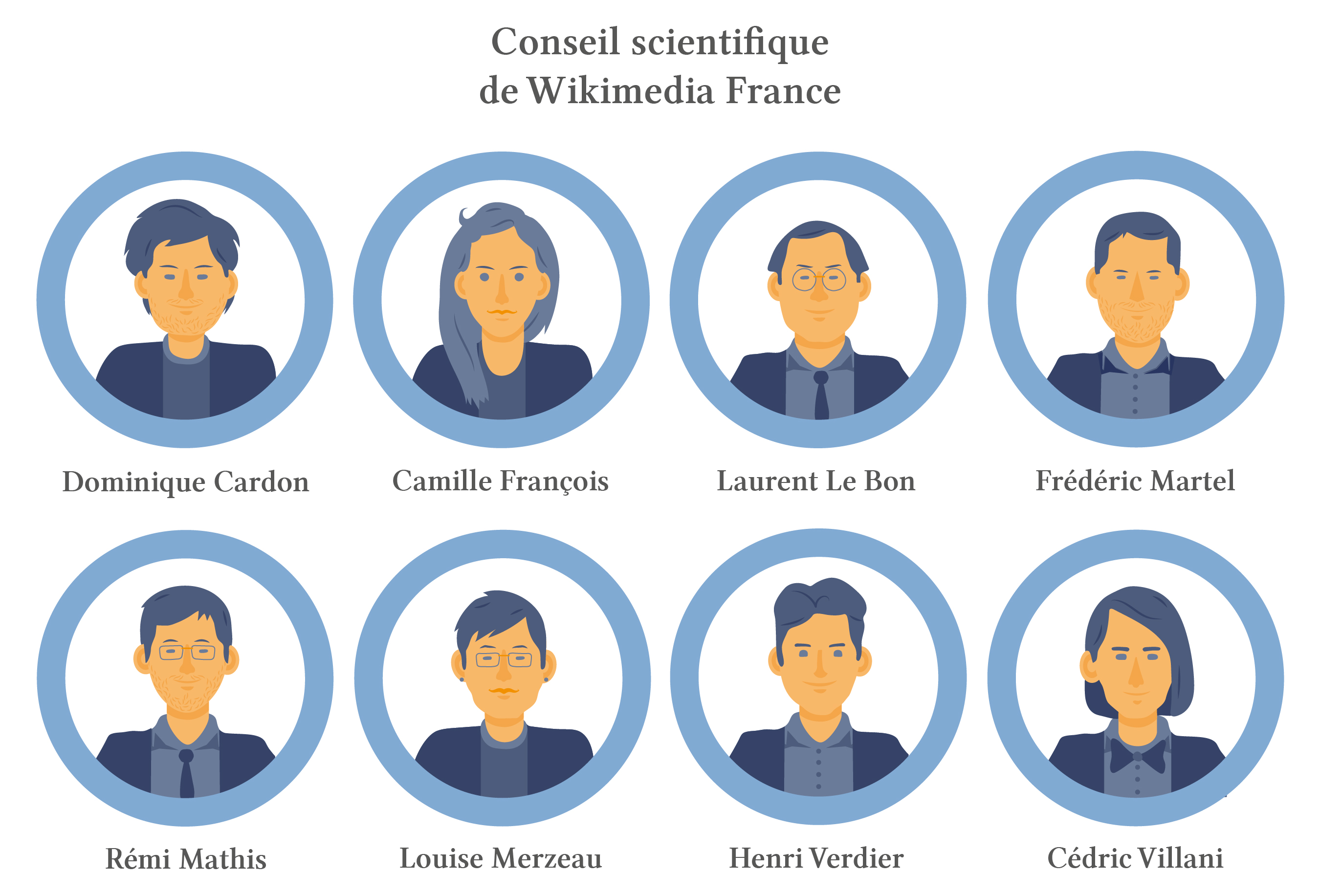
Un exemple de trombinoscope : celui du conseil scientifique de Wikimedia France en 2016.

Un trombinoscope est une liste des photographies des membres d'un groupe de personnes (une organisation, une assemblée, une école...). 

## Étymologie
Dérivé du mot populaire trombine, le mot est apparu la première fois dans la revue satirique Le Trombinoscope en 1871. Il est plus tard utilisé comme titre pour l'annuaire politique Le Trombinoscope (depuis 1985). 

## Dans le monde anglophone
En anglais, le terme correspondant est face book ou facebook, et désigne un formulaire ou un annuaire en ligne, qui recueille des informations personnelles et des photographies d'un groupe de personnes. Au début (1980-85), il contenait principalement des informations de base sur les étudiants d'une école donnée, et était distribué par les universités (surtout en début d'année universitaire), dans l'intention de permettre à ces étudiants de connaître plus facilement à la fois les enseignants et le personnel de l'université ainsi que leurs propres camarades.
Au début des années 2000, certains de ces face books ont été publiés en ligne, offrant un certain nombre de nouvelles fonctionnalités, notamment la protection par mot de passe, des informations plus détaillées, une indexation et une recherche plus avancées, et la possibilité pour les utilisateurs de télécharger et d'entrer des informations et des photographies.
Début 2004, Mark Zuckerberg, étudiant en deuxième année à l'université Harvard, a créé un face book en ligne non officiel sur le site web « thefacebook.com », précurseur du service Facebook, par frustration de voir que le projet officiel de face book en ligne de l'université prenait trop de temps. Le développement d'un face book à l'échelle du campus avait été précédemment bloqué par des problèmes de protection de la vie privée, dont beaucoup sont devenus importants en novembre 2003 lorsque Zuckerberg a été accusé de violation de la sécurité, des droits d'auteur et de la vie privée des individus. Zuckerberg avait créé un site web, www.facemash.com, qui utilisait des photos prises sans autorisation à partir des face books de la Harvard House, en les utilisant dans un système d'évaluation de l'attractivité des étudiantes.